# Harry Donovan
Henry Harry Donovan (nascido em 10 de setembro de 1926) é um ex-jogador norte-americano de basquete profissional que disputou uma temporada na National Basketball Association (NBA).

## Carreira
Foi escolhido na segunda rodada do draft da BAA (hoje NBA) em 1949 pelo New York Knicks, onde jogou uma temporada, em 1949–50, obtendo médias de 5,6 pontos por partida.
No ano seguinte, participou da ABL, jogando pelo Allentown Aces, com médias de 12,6 pontos por partida e, posteriormente, pelos Wilkes-Barre Barons, com 5,3.